# 椛島恵美
椛島 恵美（かばしま えみ、1991年12月30日生）は、福島県出身、神奈川県横浜市在住の日本の女性シンガーソングライター、ボイストレーナー。関東のライブハウスを中心に、ピアノ弾き語りによるライブ活動を行っている。

## 来歴
福島県郡山市に生まれ、幼少期を宮城県仙台市で過ごす。その後、神奈川県横浜市に移り、現在も同地を拠点に活動している。高校在学中にガールズバンドを結成し、学園祭でグランプリを獲得した。血液型O型。

### 活動開始からプロへの転向 (2011年～2015年)
- 高校卒業後、都内を中心に音楽活動を開始。カラオケ音源での歌唱やクラブでのライブ出演など、さまざまなスタイルを経験したのち、ピアノ弾き語りに転向した。

- プロのアーティストになる決意を固め、すべてのアルバイトを辞めて音楽活動に専念。しかし、思うように結果が出ず、精神的な負担が重なる中で喉の不調を抱えるようになる。

- 北参道 Strobe Cafe にて高橋涼子 (歌手)と出会い、彼女の誘いで藤枝音楽祭に出演。

- 2012年5月、高橋涼子 (歌手)のプロデューサーであるT-1のプロデュースのもと、「rapport project」というプロジェクト型ユニットに参加。同年6月よりプロのシンガーソングライターとして本格的な活動を開始した。

- 「rapport project」では、同じくT-1のプロデュースを受けていたシンガーソングライター・浅羽由紀とも出会い、以後、共演や交流を重ねるようになる。後年に開催されたジョイントコンサートでは、「かつて同じ事務所で苦楽を共にしていた」と語っている[2]。

- 2012年10月より大阪・名古屋にて定期ライブを開始。2013年1月には広島県福山、2月には福井での定期ライブもスタートする。

- 2013年7月、さんふらわあさっぽろの船内イベントに出演し、2日にわたり弾き語りライブを実施した[3]。

- 2013年9月、T-1プロデュースによる2ndアルバム『ピアノ』をリリース[4]。

- 同年10月には、かわさきFMにて冠ラジオ番組『椛島恵美 Like a Rainbow』の放送を開始。同月、ラゾーナ川崎プラザソルにて開催した200人規模のソロコンサートを完売させる。同日、シングル『光へ』を発売。

- 2015年8月、約3年間在籍していた「rapport project」を脱退。以降は特定の事務所には所属せず、個人で音楽活動を継続している。

### 発声障害と克服 (2016年～2018年)
- 2016年頃、痙攣性発声障害（ジストニア性発声障害）を発症し、歌唱や会話が困難となったため音楽活動を一時中断した。治療として上咽頭炎の改善他、声を使わない生活（会社勤務）を選択、約2年間にわたるリハビリを経て2018年に完治した。

- 発症から回復までの過程は本人のnote記事やYouTube動画で詳細に語られており、同様の症状に悩む人々から多くの反響を受けた。この経験を通じて「声は心とつながっている」というテーマに目覚め、以降の楽曲制作やボイストレーナーとしての活動に反映されている。[5][6][7][8][9]

### 再始動～音楽性・表現の変化
- 2018年12月2日、椛島恵美は自身初のベストアルバム『I AM I WAS』をリリースした。[注 2]本作には、痙攣性発声障害からの回復後に制作された「Let’s Sing!!!」や、活動初期の代表曲のセルフカバーが収録されている[10]。TuneCoreの紹介文では「克服後の復帰を記念した作品」とされ、「喜びにあふれるサウンド」と「心に響く歌声」が特徴と説明されている。音楽メディアmuevoは、活動休止を経て復帰後の歌声について「前へ前へ伸びる」「立体度を増した」と評し、経験を活かした前向きで力強い楽曲によって多くの人を勇気づけていると述べている[11]。また、収録曲「Let’s Sing!!!」についても、同記事は「克服後に歌える喜びを胸に書かれた曲で、希望に満ちた前向きな雰囲気が特徴」と紹介し、歌声の変化やホーンセクションの演奏によって立体感が際立つと評価している[11]。

- 2020年8月、初の配信シングル「満ちる」をリリース。等身大の自分と向き合う姿勢が色濃く表れており、本人は「すっぴん、等身大、自然体」が今後のキーワードになると語っている[12]。

- 2021年11月には、横浜・はまぎんホール ヴィアマーレにて「Voice Smiling! 活動10周年記念コンサート」を開催。この公演は、音楽活動10周年を記念するとともに、「声と心のつながり」や「自己表現の喜び」といったテーマを元に「心を解放し表現する楽しさを共有する」ことを目的として企画された。コンサートはDVD作品としても販売され、本人は“Voice Smiling!”を活動の中心テーマとして位置づけている。[13][14]。

- 2023年6月、Yokohama mint hallでソロコンサート『虹色の冒険』を開催。コンサートはピアノと歌のみの構成で、「弾き語りという枠を超えた、無限の自分に出逢う舞台」として構想された。[15]。 同月には、シングル「あなたが幸せでありますように」をリリース。本人によれば「大切な人の大切な人へ、祈りを込めて」制作した楽曲であり、聴く人それぞれの思いと重なり合うような温かな祈念が込められている[16][17]。

- 2025年5月、ソロ公演「Piano & Voice concert 2025『深海』– 私たちの心は、海。–」を開催。「深海で生る、ゆらめきの音」や「弱さの中にこそあるゆるがないもの」といったテーマを掲げ、内省的かつ感情の揺らぎに寄り添う作風がより顕著に表れた[18]。この公演では「心をひらく感覚」「自分自身に会いにいく」ことが強調され、「インナーチャイルド」[注 3]に寄り添うような歌詞や語りが随所に織り込まれ、聴く者に対しても自己受容を促す構成となっている。[19]。

- このように、発声障害の克服以降の椛島は、復帰作「Let’s Sing!!!」や「満ちる」に象徴される等身大の表現から、記念公演「Voice Smiling!」、ソロコンサート『虹色の冒険』、そして『深海』公演に至るまで、一貫して「内面との対話」や「感情の肯定」を核とする活動を展開している。これらの作品やステージは、心・身体・声の結びつきを再構築し、聴衆にも自己受容や心の解放を促す表現哲学へと深化している。

### 新しい未来へ
- 2025年8月18日、公式ブログおよびYouTubeにて同年12月30日開催予定のバースデーコンサート 『Voice Smiling! ～新しい未来へ～』（会場：Yokohama mint hall）を発表した。公演では出演アーティストや観客100名による“観客参加型レコーディング企画”が取り入れられ、10周年テーマ曲「Voice Smiling!」を再び「みんなで歌う」という形で音源化する意図が示された。また、クラウドファンディングを通じた音源制作支援の計画も併せて発表された[20]。

## ボイストレーナーとしての活動
2018年に痙攣性発声障害を克服したことを契機に、『声と心の関係性』に向き合うようになり、2021年よりシンガーソングライターとしての活動と並行して、ボイストレーナー／ボーカルトレーナーとしても本格的に活動を開始した。
教室の事情により2022年11月に一度退職した後、2022年末に設立されたボイスフレンズ合同会社のボイストレーニング部門にて、2025年1月より活動を再開した。
現在のレッスンでは、歌唱におけるピンポイントの悩み解決を得意とし、心と声の連動を重視したアプローチを特徴とする。
自身もシンガーソングライターとして活動しており、ライブや配信、収録など多様な現場経験に基づいた実践的な指導を行っている。また、痙攣性発声障害を克服した経験を活かし、声に不安やコンプレックスを抱える受講者にも寄り添ったサポートを行っている。
レッスンでは「聞く力」「瞬発力」「知識力」を重視し、「生徒とのセッション」という意識のもと、明るく安心できる雰囲気づくりを大切にしている。特に「健康なメンタル」「よく聞くこと」「良くなると信じること」が、指導者としての信条として挙げられている。

## ディスコグラフィ

### シングル
|   | 発売日         | タイトル                         | 品番      | 備考          |
| - | -------------- | -------------------------------- | --------- | ------------- |
| 1 | 2013年10月20日 | 1st Single『光へ』               |           | 300枚限定発売 |
| 2 | 2015年1月12日  | 2nd Single『陽だまりパワー』     |           | 300枚限定発売 |
| 3 | 2016年9月19日  | 『ヒカリの絨毯』                 | KABA-0004 |               |
| 4 | 2023年6月23日  | 『あなたが幸せでありますように』 |           |               |

### デジタルシングル
|   | 発売日        | タイトル   | 備考                 |
| - | ------------- | ---------- | -------------------- |
| 1 | 2020年8月16日 | 『満ちる』 | 初のデジタルシングル |

### アルバム
|   | 発売日         | タイトル                                       | 品番      | 収録曲 | 備考                        |  |
| - | -------------- | ---------------------------------------------- | --------- | --- | --------------------------- |  |
| 1 | 2011年         | 1st Album『Message』                           |           | message／ずるひ女／母／ 天邪鬼／結局／独りよがり／ Love drive／地球の裏側のお話                                                        | 自主制作1stアルバム         |  |
| 2 | 2011年         | 1st mini Album                                 |           | message／天邪鬼／独りよがり／地球の裏側のお話                                                                                          |                             |  |
| 3 | 2012年         | 2nd mini Album 『小さな決意』                  | KABA-0002 | ミカンセイ／アメジスト／おぼろ月夜／きみのとなりで                                                                                     |                             |  |
| 4 | 2013年9月      | 2nd Album『ピアノ』                            | KABA-0003 | ピアノ／虹のように／あなたはそのまま／ じゅうくの決意／聞いてお願い／旅人／ 私一人いなくても／大切な人                                 | T-1プロデュース 2ndアルバム |  |
| 5 | 2015年10月1日  | 3rd Album『My Treasure』                       | KABA-0005 | message／ここから／僕が素直になれたとき／ 坂道／地球の裏側のお話／音楽／ 泣きましょう／ミカンセイ／光へ／陽だまりパワー                | 3rdアルバム                 |  |
| 6 | 2018年12月2日  | ベストアルバム『I AM I WAS』                   | KABA-0007 | Let’s Sing!!!／坂道／ここから／ じゅうくの決意／あなたはそのまま／ ヒカリの絨毯／深海／光へ／ （Bonus）ヒカリの絨毯～End of summer mix | 初のベストアルバム          |  |
| 7 | 2024年12月29日 | 椛島恵美music collection 2024 『一輪の花びら』 |           | 一輪の花／迷子とジョーカー／なんでもない夜のこと／ おもかげ／宇宙のメロディ                                                            | 新曲アルバム                |  |

### ライブアルバム
|   | 発売日        | タイトル                                               | 備考         |
| - | ------------- | ------------------------------------------------------ | ------------ |
| 1 | 2025年3月15日 | 『Voice for you.～こころをひらいて届けたい歌がある～』 | ライブ録音CD |

### コラボレーションアルバム
|   | 発売年 | タイトル                                    | 共演アーティスト | 備考    |
| - | ------ | ------------------------------------------- | ---------------- | ------- |
| 1 | 2018年 | 椛島恵美×瑠愛 『幸せですか？/落日』         | 瑠愛             | 6曲収録 |
| 2 | 2020年 | MASHUP                                      | 浅羽由紀         | 6曲収録 |
| 3 | 2024年 | 季子×椛島恵美 just feeling 〜幸せの周波数〜 | 季子             | 2曲収録 |

### 映像作品（DVD)
|    | 発売年 | タイトル                                                                              | 備考                         |
| -- | ------ | ------------------------------------------------------------------------------------- | ---------------------------- |
| 1  | 2012年 | 2012.8.26 下北沢Com.Cafe音倉 ワンマンライブ～ひと夏のゆめ心地～                       |                              |
| 2  | 2013年 | 2013.10.20 ラゾーナ川崎プラザソル Solo Concert ～ここから～                           |                              |
| 3  | 2015年 | 2014.12.28 鶴見サルビアホール Solo concert 「陽だまり」                               |                              |
| 4  | 2015年 | 2015.7.11 富山高岡 どらえもん広場コンサート                                           |                              |
| 5  | 2015年 | 2015.8.15 新宿ReNy L-1グランプリ決勝戦                                                |                              |
| 6  | 2015年 | 2015.8.26 大和AsoB ワンマンライブ                                                     |                              |
| 7  | 2016年 | 2015.12.6 清水銀座駅前商店街 「清水清市」                                             |                              |
| 8  | 2016年 | 2015.12.9 札幌musica hall cafe 「華陽in札幌vol.1」                                    |                              |
| 9  | 2022年 | 2021.11.28 はまぎんホールヴィアマーレ Voice Smiling! 椛島恵美活動10周年記念コンサート | KEDV-0002                    |
| 10 | 2025年 | 2024.11.2 溝の口neonera Voice for you. ～こころをひらいて届けたい歌がある～           | KEDV-0003                    |
| 11 | 2025年 | 2023.8.13 名古屋HeartLand Relight to the soul ～すべての魂に歌の光を!～               | 浅羽由紀とのコラボレーション |

### その他の作品
- 全曲CD 2011〜2021 83曲セルフカバー (2022年)[25]
- 全曲CDお試し盤 6曲入りダイジェスト盤　(2022年)
- ピアノと声で奏でるコンサート『虹色の冒険』CD/DVD 50セット限定 (2023年)
- ヒーリング系ピアノ作品集(ひとりごと、水の足音、Healing piano他）

### 参加作品・歌唱
- 『チャーリーと魔法の杖』（2011年8月10日、ビクター発表会①／VZCH‑83） – 「チャーリーと魔法の杖」の歌唱担当を務めた（年中〜年長向け）[26]
- 『天使のおさんぽ』（2012年8月22日、ビクター発表会④／VZCH‑96） – 「ホーホーフクロウおまわりさん」の歌唱担当を務めた（年中〜年長向け）[27]
- 『ハロウィンで踊ろう！ 〜ハロウィン・ダンス・ベスト 』（2018年8月8日／VZCH‑154） – 「チャーリーと魔法の杖」の歌唱担当を務めた（年中〜年長向け）[28][注 4]

## 主なライブ活動
2018年以降
| 開催日   | タイトル                                                                     | 場所                              | 備考               |
| 2018年   | 2018年                                                                       | 2018年                            | 2018年             |
| -------- | ---------------------------------------------------------------------------- | --------------------------------- | ------------------ |
| 3月4日   | Let's Sing!!!                                                                | たまプラーザ３丁目カフェ          |                    |
| 12月13日 | 椛島恵美バースデーワンマンライブ「リベンジ」in大阪                           | 京橋ベロニカ                      |                    |
| 12月21日 | 椛島恵美バースデーワンマンライブ「リベンジ」in名古屋                         | 名古屋sunset BLUE                 |                    |
| 12月30日 | 椛島恵美バースデーバンドワンマンライブ「リベンジ」〜あの日のことを忘れない〜 | 赤坂グラフィティ                  |                    |
| 2019年   |                                                                              |                                   |                    |
| 3月23日  | 完成DVDフライング鑑賞会♪～もちろんライブもたっぷりね！～                     | たまプラーザ3丁目カフェ           |                    |
| 3月31日  | 椛島恵美感謝祭♪                                                              | 関内Sam's Up                      |                    |
| 4月20日  | 「新曲祭り」〜誰も知らない私に逢いにきて〜                                   | 西新宿navi cafe                   |                    |
| 6月26日  | 椛島恵美 ラブソングワンマン                                                  | 関内Sam's Up                      |                    |
| 8月14日  | 椛島恵美 ゆったりワンマン                                                    | 関内Sam's Up                      |                    |
| 9月6日   | 椛島恵美ワンマンライブ〜ギター祭り〜                                         | 豪徳寺Leaf room                   |                    |
| 12月30日 | 椛島恵美 Birthday concert ーZEROー                                           | たまプラーザ3丁目カフェ           |                    |
| 2020年   |                                                                              |                                   |                    |
| 2月15日  | 椛島恵美 秘密基地LIVE♪                                                       | 深夜キッチン山田商店              |                    |
| 5月31日  | 思いっきり！歌いたいんじゃ                                                   | オンライン                        | 板橋ファイト！から |
| 12月20日 | 椛島恵美LIVE IN♪静岡                                                         | 深夜キッチン山田商店              |                    |
| 12月29日 | 椛島恵美Birthday Live                                                        | たまプラーザ3丁目カフェ           |                    |
| 2021年   |                                                                              |                                   |                    |
| 7月25日  | リクエストワンマンライブ「to You」                                           | 関内Sam's Up                      |                    |
| 11月28日 | Voice Smiling! 活動10周年記念コンサート                                      | 横浜・はまぎんホール ヴィアマーレ |                    |
| 2022年   |                                                                              |                                   |                    |
| 12月18日 | Emi&Aya Wbirthday live                                                       | 町田Yokota Base Studio            |                    |
| 2023年   |                                                                              |                                   |                    |
| 6月18日  | ピアノと声で奏でるコンサート『虹色の冒険』                                   | Yokohama mint hall                |                    |
| 12月30日 | 椛島恵美 Birthday Live                                                       | オンライン                        |                    |
| 2024年   |                                                                              |                                   |                    |
| 5月10日  | 新曲祭り2024                                                                 | 横浜上星川こまむ亭                |                    |
| 11月2日  | Voice for you.〜こころをひらいて届けたい歌がある〜                           | 溝の口 neonera                    |                    |
| 12月29日 | 椛島恵美Birthday Live                                                        | たまプラーザ3丁目カフェ           |                    |
| 2025年   |                                                                              |                                   |                    |
| 5月24日  | Piano & Voice concert 2025 “深海”                                            | GRAPES KITASANDO                  |                    |
| 8月2日   | Voice for you.〜こころをひらく歌陽曲〜                                       | 祐天寺FJ's                        |                    |
| 12月30日 | 椛島恵美 Birthday concert2025 "Voice Smiling!" 〜新しい未来へ〜              | Yokohama mint holl                | (予定）            |